# Левенков, Александр Данилович
Александр Данилович Левенков (27 декабря 1929, Великое Село, Витебский округ — 28 июля 2007, Санкт-Петербург) — советский архитектор-проектировщик, художник.

## Биография
Александр Данилович Левенков родился 27 декабря 1929 года в деревне Великое Село (бел. Вялікае Сяло (Лёзненскі раён)) Стасевского сельсовета (бел. Стасеўскі сельсавет (Лёзненскі раён)) Витебского округа Белорусской ССР, ныне деревня входит в Лиозненский сельсовет Лиозненского района Республики Беларусь.
В 1958 году окончил архитектурный факультет Академии Художеств (Институт живописи, скульптуры и архитектуры имени И. Е. Репина).
С 1960 по 1990 год,  работал  в проектном институте Ленгидропроект и в Мастерской №9 Научно-исследовательского института ЛенНИИпроекта. Принимал участие в обсуждении проектов архитектурно-планировочных композиций и памятников Санкт-Петербурга и Ленинградской области.
Член Союза архитекторов СССР с 1973 года, после распада СССР — Союз архитекторов России.
Создавал мемориальные комплексы и монументы, посвящённые важным историческим событиям и героям Великой Отечественной войны.
С 1990 года член «Товарищества свободных художников».  Выставлял свои живописные произведения на выставках, которые проводились этим объединением в стране и за рубежом — «Художники из Ленинграда. Русская неделя в Швеции.» и других.
Александр Данилович Левенков умер 28 июля 2007 года в городе Санкт-Петербурге.

## Мемориальные комплексы
Автор  памятников, посвящённым, историческим событиям города, Ленинградской «Дороги жизни» и мемориалов «Зелёного пояса Славы», среди которых:
- Монумент «Катюша», архитекторы — А. Д. Левенков, П. И. Мельников и Л. В. Чулкевич (1965).
- Мемориальный комплекс «Балтийские крылья» (1968)[4].
- Памятный знак «Первому петроградскому пионерскому отряду». На углу Пионерской и Корпусной улицы. Архитектор А. Д. Левенков и П. И. Мельников (1972)
- Мемориальный комплекс «Неизвестному шофёру Дороги жизни». Архитектор А. Д. Левенков, художник В. В. Фоменко, инженеры Ю. Маков и Т. Мураневич. Ленинградская область, Кировский район, Дусьево.
- Памятник В. И. Ленину. Установлен перед зданием музея «Невская застава». Архитектор А. Д. Левенков и П. И. Мельников , В. И. Трояновский (1974).
- Мемориальный комплекс, посвященный подвигу Александра Типанова. Архитектор А. Д. Левенков и М. В. Гаазе (1974).
- Памятник «Гребцам Российского флота». Архитектор А. Д. Левенков, конструктор В. С. Телеш, художник В. В. Фоменко (1974).
- Мемориал «Бессмертие солдата» (1975).
- Мемориальный комплекс «Цветок жизни», архитекторы:  А. Д. Левенков и  Г. Г. Фетисов, инженер М. В. Коман  (1975)[11][12].
- Курган «Дневник Тани Савичевой» в роще «900 берез» во Всеволожске (1975).
- Мемориал «Авиаторам Балтики» на месте захоронения более 500 летчиков-балтийцев и воинов армейских частей, погибших в борьбе с фашистами. Расположен у деревни Шепелёво в Ломоносовском районе Ленинградской области. Архитекторы:   А. Левенков и П. Ефимов (1978).
- Мемориальный комплекс «Морякам-Авроровцам» (1984).
- Монумент «Регулировщица» (1985).
- Мемориал артбатареи «А» — памятник «Взрыв» (1987)[13].
- Мемориал «Залп Авроры» (1989)[14][15].
- Памятник воинам 63-й гвардейской стрелковой дивизии «Штурм» (1991).

Архитектор Александр Данилович Левенков — почётный гражданин города Ломоносова  и Всеволожского района Ленинградской области с 1995 года.

В 2009 году, во Всеволожском районе, на 3-м километре «Дороги жизни») в памятной роще «900 берез», на высоком холме, установлен   горизонтальный монолит с надписью:  